# Everard im Thurn
Sir Everard Ferdinand im Thurn (Londres, 9 de maio de 1852 - Prestonpans, 8 de outubro de 1932) foi um escritor, explorador, botânico, fotógrafo e governador de Fiji.

## Biografia
Filho de um banqueiro britânico, Everard iniciou seus estudos no conceituado Marlborough College. Em 1869, já na Universidade de Oxford, publicou um livro sobre a avifauna de Marlborough. Concluiu seus estudos em 1875, após passagens pelas universidades de Edimburgo e de Sydney.
Em 1877, foi nomeado curador do Guyana National Museum, na então Guiana Inglesa, cargo que ocupou até 1882, quando foi nomeado magistrado do distrito de Pomeroon. Everard organizou o museu e enriqueceu seu acervo, com espécimes vegetais coletados em suas viagens pelo interior da colônia. Em 1884, chefiou a expedição que, pela primeira vez, atingiu o cume do Monte Roraima (até então, tido como inacessível).